# VfL Handball Mennighüffen
Der VfL Handball Mennighüffen (offiziell: VfL Handball Mennighüffen e.V.) ist ein Handballverein aus Löhne im Kreis Herford. Der Verein wurde am 12. Juni 2017 gegründet, als sich die Handballabteilung des am 14. Mai 1931 gegründeten VfL Mennighüffen abspaltete. Die erste Mannschaft der Männer nahm zweimal am DHB-Pokal sowie einmal am DHB-Amateur-Pokal teil und ist derzeit in der Oberliga Westfalen aktiv.

## Geschichte

### Liga
Den Handballern des VfL Mennighüffen gelang im Jahre 1982 erstmals der Aufstieg in die Oberliga Westfalen. Nach dem zwischenzeitlichen Abstieg im Jahre 1988 gelang zwei Jahre später der Wiederaufstieg. 1993 wurden die Mennighüffener Dritte der Oberliga Westfalen mit einem Punkt Rückstand auf den TV Schwitten. Ein weiterer dritter Platz wurde 2002 erreicht, als die Mannschaft nur einen Punkt Rückstand auf Meister GWD Minden II aufwies. Ein Jahr später wurden die Mennighüffener noch einmal Dritte, dieses Mal mit fünf Punkten Rückstand auf Meister ASV Hamm. Im Jahre 2011 stieg die Mannschaft in der Verbandsliga Westfalen ab, ehe fünf Jahre später der Wiederaufstieg gelang. 2023 kehrte die Herrenmannschaft in die Verbandsliga zurück. Zum Start der Saison 2024/25 gab es innerhalb des HV Westfalen eine Anpassung der Spielklassen, sodass die 1. Mannschaft des VfL seitdem wieder in der Oberliga Westfalen agiert.

### Pokal
Zweimal nahm der VfL am DHB-Pokal teil. Bei der ersten Teilnahme in der Saison 2000/01 setzte sich die Mannschaft zunächst mit 21:19 bei der HSG Kropp-Tetenhusen und dann zu Hause mit 24:23 gegen die HSG Schwerte-Westhofen durch, ehe die Mennighüffener in der dritten Runde mit 23:34 an GWD Minden scheiterten. Die zweite Teilnahme war in der Saison 2005/06, wo der VfL in der ersten Runde mit 19:34 in eigener Halle am Zweitligisten Stralsunder HV scheiterte. Darüber hinaus nahmen die Mennighüffener am DHB-Amateur-Pokal 2023 teil, verloren aber in der ersten Runde mit 27:36 beim späteren Finalisten HC Gelpe/Strombach.

## Persönlichkeiten
- Helmut Bußmeyer (* 1959)
- André Fuhr (* 1971)
- Fido Gast (* 1957)
- Dirk Kelle (* 1967)
- Guido Klöpper (1968–2014)
- Pierre Limberg (* 1975)
- Christoph Radke (* 1966)
- Tomasz Tłuczyński (* 1979)